# Furutaka (1925)
Furutaka (古鷹) byla druhý těžký křižník japonského císařského námořnictva třídy Furutaka. Byla dokončena v březnu 1926 jako první ze dvou jednotek třídy Kako, která byla později přejmenována na třídu Furutaka. V období od dubna 1937 do dubna 1939 byl křižník výrazně přestavěn: dostal novou výzbroj, kotle, systém řízení palby a protitorpédovou obšívku.
Furutaka sloužila spolu se svojí sesterskou lodí Kako a obě jednotky se společně (až do potopení Kako) zúčastnily první fáze druhé světové války v Tichomoří. Na začátku druhé světové války podporovala Furutaka obsazení Guamu, druhý pokus o vylodění na atolu Wake, vylodění v Rabaulu a v Lae a Salamaua. Počátkem května 1942 podporovala vylodění na Tulagi a po bitvě v Korálovém moři doprovázela poškozenou Šókaku na Truk. V srpnu 1942 se Furutaka zúčastnila bitvy u ostrova Savo, ve které se Japoncům podařilo potopit čtyři spojenecké těžké křižníky. Během bitvy u východních Šalomounů poskytovala Furutaka vzdálené krytí konvoji s posilami pro Guadalcanal. V noci z 11. na 12. října 1942 se zúčastnila bitvy u mysu Esperance, během které byla potopena americkými křižníky a torpédoborci.

## Popis
Po dokončení nesla Furutaka šest 200mm kanónů typu 3. roku v jednohlavňových nepravých dělových věžích v ose plavidla: po třech na přídi a zádi lodě, přičemž prostřední věž v každé trojici byla vyvýšená.
V období od dubna 1937 až do dubna 1939 byla Furutaka rekonstruována. Původní 200mm kanóny byly nahrazeny za 203,2mm kanóny typu 3. roku ve třech dvouhlavňových dělových věžích.

## Služba
Dne 10. listopadu 1942 byla Furutaka vyškrtnuta ze seznamu lodí japonského císařského námořnictva.

## Vrak
25. února 2019 byl vrak Furutaky objeven výzkumnou lodí R/V Petrel v hloubce 1400 metrů. Vrak je rozlomen na dvě části – příď je utržená a nakloněná na levobok leží u zbytku vraku, který je zpříma. Můstek leží asi 600 m od hlavního vraku.